# Yu Menglong
Yu Menglong (chinês: 于朦胧, pinyin: Yú ménglóng), também conhecido como Alan Yu, é um ator chinês, nascido em 15 de junho de 1988. Yu é conhecido por seus papéis em Amor Eterno e A Lenda do Mestre Chinês.

## Carreira
Em 2017, Yu viu sua popularidade aumentar ao viver a deidade Bai Zhen, que vivia um relacionamento com o personagem de Ken Chang, Zhe Yan, no drama xianxia Amor Eterno.
Em 2019, Yu estrelou A Lenda do Mestre Chinês, drama baseado no conto popular chinês Lenda da Serpente Branca, no papel de Xu Xian.

## Filmografia

### Séries de televisão
| Ano  | Título                         | Papel        | Notas |
| ---- | ------------------------------ | ------------ | --- |
| 2017 | Amor Eterno                    | Bai Zhen     | [ 1 ] |
| 2018 | Tudo por amor                  | Cheng Tianen | [ 4 ] [ 5 ] |
| 2019 | A Lenda do Mestre Chinês       | Xu Xian      | No Netflix, a série se chama A Lenda do Mestre Chinês; enquanto no Viki, a série se chama A Lenda da Cobra Branca. |
| 2020 | O Amor Subsiste Em Duas Mentes | Jing Ci      | [ 8 ] |
| 2020 | The Moon Brightens For You     | Lin Fang     | [ 9 ] |